# Luis Carlos Ugalde
Luis Carlos Ugalde Ramírez (Mexico-Stad, 1966) is een Mexicaans politicoloog.
Ugalde studeerde economie aan het Autonoom Technologisch Instituut van Mexico (ITAM) en behaalde vervolgens een doctorstitel in de politicologie aan de Columbia-universiteit in New York. Ugalde heeft gediend als hoogleraar en onderzoeker aan meerdere universiteiten in Mexico en de Verenigde Staten, en was van 1997 tot 2000 chef-staf in de Mexicaanse ambassade in de Verenigde Staten.
In 2003 werd hij op voordracht van het Congres van de Unie benoemd tot voorzitter van het Federaal Electoraal Instituut (IFE). Na de presidentsverkiezingen van 2006 drong de Partij van de Democratische Revolutie (PRD), die de uitslag van die verkiezingen aanvocht, aan op Ugaldes aftreden, maar werd daarin niet gesteund door andere partijen. Hij zou in december 2007 aftreden en opgevolgd worden door een nieuwe voorzitter. Daar het Congres echter nog niet tot overeenstemming over een nieuwe kandidaat was gekozen werd hem verzocht voorlopig aan te blijven. Ugalde gaf te kennen niet te willen meespelen in politieke spelletjes en trad af.